# Le Tartre-Gaudran
Le Tartre-Gaudran település Franciaországban, Yvelines megyében. Lakosainak száma 37 fő (2022. január 1.). Le Tartre-Gaudran Faverolles, Les Pinthières, La Boissière-École, Grandchamp és La Hauteville községekkel határos.

## Népesség
A település népességének változása:
| Lakosok száma | 32   | 34   | 36   | 35   | 36   | 36   | 36   | 38   | 37   |
|               | 2013 | 2015 | 2016 | 2017 | 2018 | 2019 | 2020 | 2021 | 2022 |